# عالی‌آباد (اندیکا)
عالی‌آباد، روستایی از توابع بخش مرکزی شهرستان اندیکا در استان خوزستان ایران است.

## جمعیت
این روستا در دهستان شلال و دشتگل قرار دارد و براساس سرشماری مرکز آمار ایران در سال ۱۳۸۵، جمعیت آن ۱۱۲ نفر (۱۹خانوار) بوده‌است.